# 卡马森

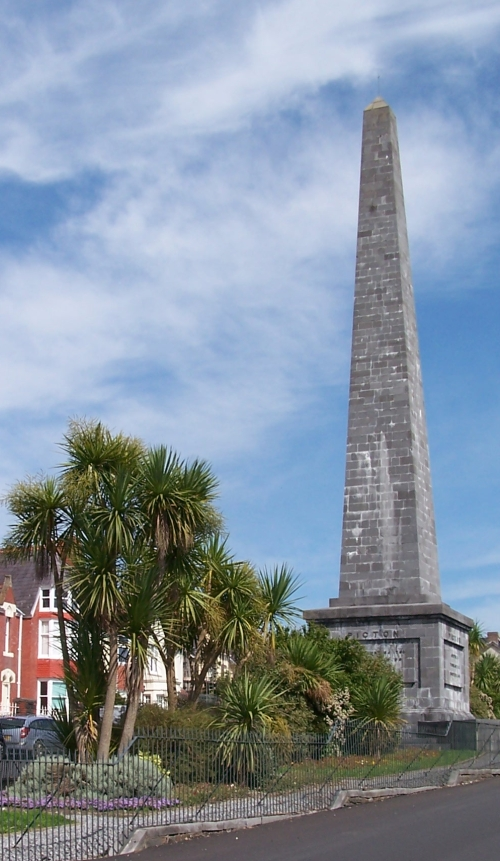
卡马森景色

卡马森（英語：Carmarthen）是英国威尔士的一个城鎮，濒临托威河。卡马森为卡马森郡的行政中心所在地。该地总人口13,148 (2001年)。据称，该地为威尔士历史最悠久的城镇。

## 友好城市
- Santa Marinella，意大利
- Lesneven，法国
- As Pontes de García Rodríguez，西班牙